# Aaron Pierre (attore)
Aaron Stone Pierre (Londra, 7 giugno 1994) è un attore britannico.

## Biografia
Nato e cresciuto nel Sud di Londra, Aaron Pierre si è avvicinato alla recitazione durante l'adolescenza e ha studiato per diventare attore a Toronto e alla London Academy of Music and Dramatic Art. Ha fatto il suo esordio sul piccolo schermo interpretando ruoli minori nelle serie televisive Prime Suspect 1973, The A Word e Britannia tra il 2017 e il 2018. Nello stesso anno ha fatto il suo debutto sulle scene londinesi interpretando Cassio in un allestimento dell'Otello in scena al Shakespeare's Globe con Mark Rylance nel ruolo di Iago e André Holland in quello del Moro.
Sempre nel 2018 ha ottenuto il suo primo ruolo di rilievo in televisione, quello di Dev-Em in Krypton. Nel 2019 è tornato sulle scene londinesi per recitare nel dramma di August Wilson King Hedley II in scena a Stratford con Lenny Henry. Nel 2021 ha fatto il suo debutto cinematografico nel film Old ed ha interpretato il co-protagonista Caesar nella miniserie La ferrovia sotterranea su richiesta del regista e sceneggiatore Barry Jenkins, che lo aveva scelto dopo averlo visto in Otello.

## Filmografia

### Cinema
- Old, regia di M. Night Shyamalan (2021)
- Brother, regia di Clement Virgo (2022)
- Il nemico (Foe), regia di Garth Davis (2023)
- Rebel Ridge, regia di Jeremy Saulnier (2024)

### Televisione
- Prime Suspect 1973 – serie TV, 2 episodi (2017)
- The A Word – serie TV, 2 episodi (2017)
- Britannia – serie TV, 3 episodi (2018)
- Krypton – serie TV, 20 episodi (2018-2019)
- La ferrovia sotterranea (The Underground Raiload) – miniserie TV, 6 puntate (2021)
- Genius – serie TV, 8 episodi (2024)
- The Morning Show – serie TV (2025)

### Doppiatore
- Mufasa - Il re leone (Mufasa: The Lion King), regia di Barry Jenkins (2024)

## Teatro
- Otello di William Shakespeare, regia di Claire van Kampen. Shakespeare's Globe di Londra (2018)
- King Hedley II di August Wilson, regia di Nadia Fall. Theatre Royal Stratford East di Londra (2019)

## Doppiatori italiani
Nelle versioni in italiano delle opere in cui ha recitato, Aaron Pierre è stato doppiato da:
- Fabrizio De Flaviis ne La ferrovia sotterranea, The A Word
- Paolo Vivio in Old, Rebel Ridge
- Andrea Lavagnino in Britannia
- Marco Giansante in Krypton
- Gabriele Vender in Genius: MLK/X

Da doppiatore è sostituito da:
- Luca Marinelli in Mufasa - Il re leone